# Sławoborze
Sławoborze (niem. Stolzenberg) – wieś w Polsce położona w województwie zachodniopomorskim, w powiecie świdwińskim, w gminie Sławoborze przy drodze wojewódzkiej 162.
W latach 1975–1998 miejscowość administracyjnie należała do województwa koszalińskiego.
Miejscowość jest siedzibą gminy Sławoborze. Partnerem wsi jest niemieckie Loiching.

## Charakterystyka i układ wsi
Sławoborze jest wsią kościelną o zwartej ulicówce z rozbudową do wielodrożnicy. Dawny układ wsi jest czytelny, a kolejne etapy rozbudowy związane są z wytrasowaniem szosy Świdwin – Kołobrzeg, ukośnie do dawnego układu drożnego oraz koryta rzeki Pokrzywnicy, która przepływa przez miejscowość. W latach 80. znajdował się tutaj również dworzec kolej wąskotorowej. Sławoborze nabiera charakteru małomiasteczkowego z bardzo ujednoliconą architekturą.

## Historia
Pierwsze informacje o wsi leżącej przy szlaku solnym i znajdującym się w niej kościele pojawiają się w 1291 r. – wtedy Sławoborze było częścią kasztelanii świdwińskiej, w której panowali Brandenburczycy, a granice były ustalone pomiędzy dobrami biskupimi a Nową Marchią. Od XIV w. wieś była częścią księstwa biskupów kamieńskich z ziemi kołobrzeskiej. W roku 1606 r. Sławoborze stało się lennem rodziny Blankenbergów nadanym przez księcia pomorskiego Franciszka I. W wieku XVIII podzielono majątek, a jedna jego część – należąca do Blankenbergów – została sprzedana (w 1718 r.) Manerbergerom, a następnie w 1763 r. nabył ją Ferdynand Wilhelm von Tuschen. Druga część majątku, mniejsza, wciąż pozostawała przy Blankenbergach jako część dóbr w Mysłowicach. W roku 1804 cała wieś była własnością wdowy von Wisman z domu von Tuschen. Kolejnymi właścicielami wsi byli von Schlieffen, lecz w połowie XIX w. Sławoborze podzielono pomiędzy 16 spadkobierców hrabiego Henryka Wilhelma von Schlieffen.
Od czasu wybudowania dworca kolei wąskotorowej wieś znacząco zaczęła się rozbudowywać, a nowe wytrasowanie drogi Kołobrzeg – Świdwin (obecnie część drogi nr 162) zaktywizowało nowe tereny budowlane leżące na wschodnim brzegu rzeki Pokrzywnicy, co spowodowało przybycie ludności nierolniczej. W spisie majątkowym z 1928 r. została wymieniona pozostałość majątku należącego do Hebbinga von Blackensee.

### Odkrycie zaginionego miasta Stolzenberg
W 2020 roku grupa archeologów odkryła, że średniowieczne Sławoborze (Stolzenberg) znajdowało się w innym miejscu niż współcześnie. Opisywane w źródłach niemieckich miasto jeszcze w XIX w. miało mieć widoczne pozostałości fos i obwałowań. Z pomocą pracowników Lasów Państwowych oraz analizom danych LiDAR odnaleźli oni lokalizację zaginionego miasta w lasach niecałe 2 km na południowy zachód od obecnego Sławoborza. Pozostałości opisywane są jako imponujące, odnaleziono m.in. zachowaną fosę o głębokości dochodzącej do 5,5 m.

## Zabytki
- kościół ryglowy z 1846 z drewnianą wieżą na dachu, barokowe wyposażenie m.in. ambona, prospekt organowy i chrzcielnica[6].